# Mezzana
Mezzana, solander ladin nyelvjárásban Mezàna / Mezanå, település Olaszországban, Trento megyében. Lakosainak száma 880 fő (2023. január 1.). Mezzana Pellizzano, Rabbi, Commezzadura és Pinzolo községekkel határos.

## Népesség
A település népességének változása:
| Lakosok száma | 894  | 895  | 880  |
|               | 2017 | 2018 | 2023 |